# Charles Paul
Charles T. Paul (Bowmanville bij Clarington, 1869 - 25 november 1940) was een Canadees protestants opleider van zendelingen en linguïstisch wetenschapper.
Paul ging op zijn negentiende naar de Toronto School of Languages. Zijn groep raakte geïnteresseerd in de hulp van Petrus Rijnhart, een Nederlands zendeling en bezield om Tibet te bekeren tot het christendom. Door Rijnhart kwam Paul in contact met christenen in Kansas. Hierdoor raakten Paul en zijn vrouw Jessie Williams betrokken bij de Cecil St. Church in Toronto en werd hij priester tot 1900. Charles Paul ontwikkelde het idee zendelingen eerst een gedegen opleiding te geven voordat ze werden uitgezonden. Toen hij naar Hiram College in de Verenigde Staten ging om talen te doceren, ontwikkelde hij daar de grootste klas van de VS die gericht was op de zendelingenvoorbereiding.
In 1905 werd hij geroepen naar de Universiteit van Nanking als directeur van de talenafdeling, maar hij werd getroffen door pokken waardoor hij niet kon gaan. Door studie en reizen nam zijn kennis van het Verre Oosten toe en hij legde druk op de christelijke wereld voor de noodzaak voor studie van zendelingen in taal, inheemse religies en cultuur.
Hij sloot zich aan bij de Ontario Christian Woman's Board of Missions (CWBM) van de Disciples of Christ door de School of Missionaries te stichten en in 1910 werd hij de eerste voorzitter van de College of Missions. Een jaar later vestigde hij de Kennedy School of Missions in Hartford, CT. In 1927 werd de College of Missions gefuseerde met de Hartford Foundation tot een groot trainingscentrum en Charles Paul groeide steeds meer uit tot de kracht achter veel zendelingen in het buitenland.